# La Mano Ajena
La Mano Ajena es una banda de música balcánica chilena. En su sonoridad convergen también elementos de la música latinoamericana, como la cumbia y el ska, y del jazz manouche, el klezmer y el rock.
Nace el año 2002 y desde entonces en sus filas han participado músicos de diversas compañías de teatro chilenas: Teatro del Silencio, La Patogallina, Teatro Mendicantes, La Rueda Coja, Compañía La Fiambre y Teatro de Ocasión.

## Trayectoria en Chile
Entre los escenarios por los que La Mano Ajena ha pasado dentro de Chile están los premios Altazor 2005, el Festival de Cine de Valdivia, el Anfiteatro del Museo de Bellas Artes de Santiago, el Festival de Teatro de la Universidad Católica de Concepción, Festival de Música Inmigrante de Valparaíso, conciertos en la Universidad Católica del Maule, los Carnavales Culturales de Valparaíso y en el marco del Festival Vive Latino Chile 2007. También se cuenta su participación en: «Cien años mil sueños» (2008), concierto homenaje a Salvador Allende; concierto «Leche para Haití» (2009), a beneficio de los niños de Haití y «Un canto para no olvidar», con motivo de la declaración de Memorial a la violación los Derechos Humanos durante la dictadura al Estadio Nacional. Para el Consejo Nacional de la Cultura y las Artes han participado en las Fiestas Ciudadanas «Chile + Cultura» y en el programa «Creando Chile en mi barrio», a través del que han recorrido el país realizando conciertos y talleres con bandas locales.
También han realizado música para televisión y teatro, como el programa infantil Boris y Dimitri (2007) de Chilevisión, y Arriba de la pelota (2012), de compañía teatral La Mancha.

## Trayectoria internacional

### Giras internacionales
El grupo ha realizado cuatro giras al internacionales, recorriendo Dinamarca, España, Serbia y Argentina.[cita requerida]
Se han presentado en importantes festivales, como Halkaer Folck-Festival y Go Global Festival en Dinamarca, Nit de Sant Joan en Mallorca, entre otros.[cita requerida]

### Invitación al Küstendorf Film and Music Festival 2009

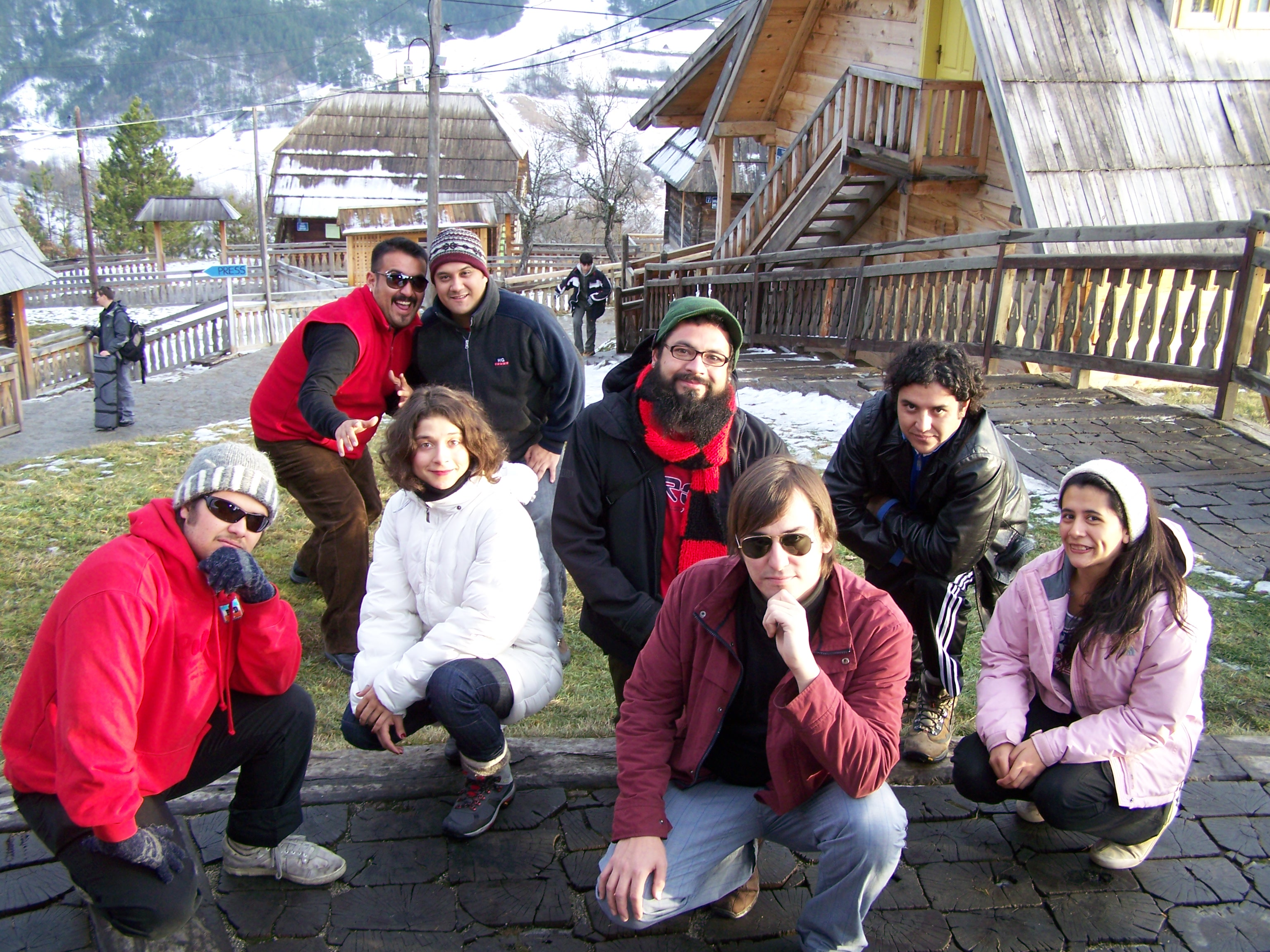
La Mano Ajena en Küstendorf, Serbia

En octubre de 2008 La Mano Ajena participó como banda invitada en el concierto en Santiago de Emir Kusturica & The No Smoking Orchestra, grupo a cargo del célebre doble ganador de la Palma de Oro en el Festival de Cannes, el director de cine Emir Kusturica. La actuación fue destacada en varios medios de comunicación nacionales e internaciones y significó un hito en la carrera del grupo, tras el cual fueron invitados a participar en el Festival de Cine y Música de Küstendorf, en Serbia. El evento se realizó en enero de 2009, donde La Mano Ajena compartió escenario con importantes bandas de Europa del Este y representantes de la música gitana y balcánica. Entre los asistentes que presenciaron el concierto estaba el cineasta estadounidense Jim Jarmusch y el director del Festival de Cannes, Thierry Frémaux, además de varias personalidades del mundo del cine y la música europea. La presentación captó la atención del público y fue ampliamente aplaudida en el contexto del festival.

## Miembros
Actualmente La mano Ajena está formada por ocho músicos:[cita requerida]
- Rodrigo Latorre en dirección musical, voz, guitarra, theremín, teclados, saxo soprano, alto y barítono.
- Danka Villanueva en violín.
- Rodrigo Contreras en címbalo húngaro.
- Esteban Nuñez en clarinete y saxo alto.
- Alejandro Herrera en flauta de pan y flauta traversa.
- Gabriel Moyla en acordeón, saxo barítono y voz.
- Cristian Aqueveque en bajo eléctrico, contrabajo y voz.
- Samuel Álvarez en batería.

## Discografía
- 2005 - La Mano Ajena (Sello Azul)
- 2008 - Radio Galena (Oveja Negra)
- 2011 - Raza Quimera (Oveja Negra)
- 2016 - Éxitos imbailables (Independiente)